# Freies Produkt
In der Algebra versteht man unter dem freien Produkt eine bestimmte Konstruktion einer Gruppe aus zwei oder mehr gegebenen Gruppen. Man kann sich das freie Produkt als eine nicht-kommutative Entsprechung der direkten Summe vorstellen, ungefähr wie eine Entsprechung von nichtkommutativen Gruppen zu abelschen Gruppen.

## Konstruktion
Sei {\displaystyle (G_{i})_{i\in I}:=(G_{i},*_{i})_{i\in I}} eine Familie von Gruppen zu einer Indexmenge {\displaystyle I}. Das freie Produkt der Familie,{\displaystyle \mathop {*} _{i\in I}G_{i}}, ist die Menge aller reduzierten endlichen Wörter über dem Alphabet  {\displaystyle \bigsqcup _{i\in I}G_{i}} (disjunkte Vereinigung).
Die Elemente haben also die Form {\displaystyle (i_{1},g_{1})...(i_{k},g_{k})}, mit {\displaystyle k\in \mathbb {N} } und für alle {\displaystyle j\in \{1,\dots ,k\}}, {\displaystyle i_{j}\in I} und {\displaystyle g_{j}\in G_{i_{j}}}.
Ein solches Wort heißt dabei reduziert, wenn 
- jedes {\displaystyle g_{j}} vom Einheitselement {\displaystyle 1} der jeweiligen Gruppe {\displaystyle G_{i_{j}}} verschieden ist, und
- {\displaystyle i_{j}\neq i_{j+1}} für alle {\displaystyle j\in \{1,\dots ,k-1\}}.

Das leere Wort ist offensichtlich reduziert.

### Reduktion eines Wortes
Durch die Anwendung der folgenden beiden Regeln kann ein beliebiges Wort stets zu einem eindeutig bestimmten reduzierten Wort überführt werden:
- Ist {\displaystyle (i,g)(i,h)} ein Teilwort, ersetze dies durch {\displaystyle (i,g*_{i}h)}.
- Streiche alle {\displaystyle (i,1)} aus dem Wort.

### Gruppenstruktur
Auf der Menge der reduzierten Wörter {\displaystyle \mathop {*} _{i\in I}G_{i}} kann man nun eine Gruppenstruktur definieren. 
- Das leere Wort {\displaystyle \varepsilon } ist das neutrale Element.
- Elemente werden multipliziert, indem sie konkateniert werden und anschließend obige Reduktionsregeln angewendet werden, bis dies nicht mehr möglich ist.
- Das Inverse eines Elements {\displaystyle \alpha } entsteht, indem in dem reversen von {\displaystyle \alpha } alle {\displaystyle (i,g)} durch {\displaystyle (i,g^{-1})} ersetzt werden.

Jede Gruppe {\displaystyle G_{i}} kann man als Untergruppe in {\displaystyle \mathop {*} _{i\in I}G_{i}} ansehen, durch die Identifikation mit dem Bild der Einbettung {\displaystyle \mathrm {ins} _{i}\colon G_{i}\to \mathop {*} _{i\in I}G_{i}} mit
{\displaystyle \mathrm {ins} _{i}(g):={\begin{cases}\varepsilon &g=1\\(i,g)&{\text{sonst.}}\end{cases}}}

## Universelle Eigenschaft
Setze {\displaystyle G=\mathop {*} _{i\in I}G_{i}} und schreibe {\displaystyle \mathrm {ins} _{i}\colon G_{i}\to G} für die einbettende Abbildung.
Das freie Produkt von Gruppen erfüllt die folgende universelle Eigenschaft:
Sind {\displaystyle \varphi _{i}\colon G_{i}\to H} Homomorphismen, so gibt es genau einen Homomorphismus {\displaystyle \varphi \colon G\to H}, sodass {\displaystyle \varphi \circ \mathrm {ins} _{i}=\varphi _{i}}
gelten.
(Man vergleiche die entsprechende universelle Eigenschaft für das direkte Produkt: Das freie Produkt erfüllt genau die duale universelle Eigenschaft und ist demzufolge ein Beispiel für ein Koprodukt).

## Beispiele
- Die freie Gruppe über einer Menge {\displaystyle S} von Erzeugern ist {\displaystyle \mathop {*} _{i\in S}\mathbb {Z} }.
- Sind {\displaystyle (X,x)} und {\displaystyle (Y,y)} punktierte topologische Räume, und betrachtet man die Einpunktvereinigung (engl. wedge) {\displaystyle X\vee Y} der beiden Räume, das heißt, die beiden Räume an den Punkten {\displaystyle x} und {\displaystyle y} zusammen, so ist die Fundamentalgruppe des entstandenen Raumes gleich dem freien Produkt der Fundamentalgruppen der ursprünglichen Räume:

{\displaystyle \pi _{1}(X\vee Y)=\pi _{1}(X)*\pi _{1}(Y)}.
Der Satz von Seifert und van Kampen verallgemeinert dieses Prinzip für Vereinigungen von Räumen, die einen komplizierteren Durchschnitt haben (im eben genannten Fall ist der Durchschnitt ein Punkt).
- Allgemeiner gilt: Das freie Produkt freier Gruppen ist wieder eine freie Gruppe, dabei addieren sich die Mächtigkeiten der Erzeugendensysteme.[2]
- {\displaystyle \mathbb {Z} _{2}*\mathbb {Z} _{2}\cong D_{\infty }}.[3] Dabei ist {\displaystyle \mathbb {Z} _{2}} die zyklische Gruppe mit 2 Elementen und {\displaystyle D_{\infty }} die unendliche Diedergruppe.
- {\displaystyle \mathbb {Z} _{2}*\mathbb {Z} _{3}\cong \mathrm {PSL} (2,\mathbb {Z} )}.[4] Die rechte Seite ist dabei die Faktorgruppe aus der speziellen linearen Gruppe mit Koeffizienten aus {\displaystyle \mathbb {Z} } nach ihrem Zentrum.